# Боннер-Вест-Ріверсайд (Монтана)
Боннер-Вест-Ріверсайд (англ. Bonner-West Riverside) — переписна місцевість (CDP) в США, в окрузі Міссула штату Монтана. Населення — 1690 осіб (2020).

## Географія
Боннер-Вест-Ріверсайд розташований за координатами 46°52′38″ пн. ш. 113°53′16″ зх. д. / 46.87722° пн. ш. 113.88778° зх. д. (46.877239, -113.887799).  За даними Бюро перепису населення США в 2010 році переписна місцевість мала площу 4,17 км², з яких 3,94 км² — суходіл та 0,23 км² — водойми.

## Демографія
Згідно з переписом 2010 року, у переписній місцевості мешкали 1663 особи в 713 домогосподарствах у складі 435 родин. Густота населення становила 399 осіб/км².  Було 769 помешкань (185/км²).
Расовий склад населення:
| - 92,7 % — білих - 3,8 % — корінних американців - 0,4 % — чорних або афроамериканців - 0,3 % — азіатів |

До двох чи більше рас належало 1,9 %. Частка іспаномовних становила 3,3 % від усіх жителів.
За віковим діапазоном населення розподілялося таким чином: 23,2 % — особи молодші 18 років, 65,6 % — особи у віці 18—64 років, 11,2 % — особи у віці 65 років та старші. Медіана віку мешканця становила 35,0 року. На 100 осіб жіночої статі у переписній місцевості припадало 101,8 чоловіків;  на 100 жінок у віці від 18 років та старших — 102,9 чоловіків також старших 18 років.
Середній дохід на одне домашнє господарство  становив 42 139 доларів США (медіана — 37 774), а середній дохід на одну сім'ю — 46 757 доларів (медіана — 43 125). Медіана доходів становила 31 979 доларів для чоловіків та 30 350 доларів для жінок. За межею бідності перебувало 16,4 % осіб, у тому числі 24,7 % дітей у віці до 18 років та 4,4 % осіб у віці 65 років та старших.
Цивільне працевлаштоване населення становило 841 осіб. Основні галузі зайнятості: освіта, охорона здоров'я та соціальна допомога — 24,9 %, роздрібна торгівля — 17,8 %, мистецтво, розваги та відпочинок — 11,8 %, науковці, спеціалісти, менеджери — 9,2 %.